# Anolis purpuronectes
Anolis purpuronectes es una especie de reptil perteneciente a la familia Dactyloidae.

## Clasificación y descripción
A. purpuronectes y A. barkeri son los únicos Anolis mexicanos con ecología semiacuática. Estos son también las únicas especies mexicanas con dos hileras de escamas caudales en el medio del dorso y estrechos e indistintos dedos de los pies con almohadillas. A. purpuronectes se superpone con A. barkeri en la mayoría de los caracteres de escamación, pero presenta una coloración de abanico gular rotundamente distinto (púrpura contra un complejo de rojo, naranja, y blanco en A. barkeri).

## Distribución
A. purpuronectes se encuentra en la porción oeste de la región de los Chimalapas en el extremo noreste de Oaxaca y el adyacente sureste de Veracruz. 

## Hábitat
Todos los especímenes de A. purpuronectes en la localidad tipo fueron colectados durmiendo en vegetación baja (hasta 0,8 metros) dentro de un metro de un arroyo. En la vecindad de Chalchijapa, 17 especímenes fueron colectados en o cerca de arroyos. En la vecindad de Chalchijapa, 17 especímenes fueron colectados en o cerca de arroyos en bosque tropical lluvioso o vegetación secundaria/cultivos a unos 185-670 metros sobre el nivel del mar entre las 10:15 y 16:00 horas; 8 fueron colectados en muros de roca o troncos a lo largo de arroyos, y 7 fueron colectados sobre muros de roca, troncos, u hojarasca húmeda o dentro de grietas en muros de roca cerca de pequeñas cascadas.

## Estado de conservación
A. barkeri está enlistado como una especie endémica sujeta a Protección Especial en la Norma Oficial Mexicana NOM-059 SEMARNAT-2010. A. purpuronectes es también endémico de México y tiene una distribución más restringida que A. barkeri. Sin embargo, como A. barkeri, aparenta ser altamente abundante en hábitat adecuado a lo largo de los arroyos. Por lo tanto, se enfatiza la importancia de mantener el hábitat ripario para la conservación de esta especie.